# Minnesota

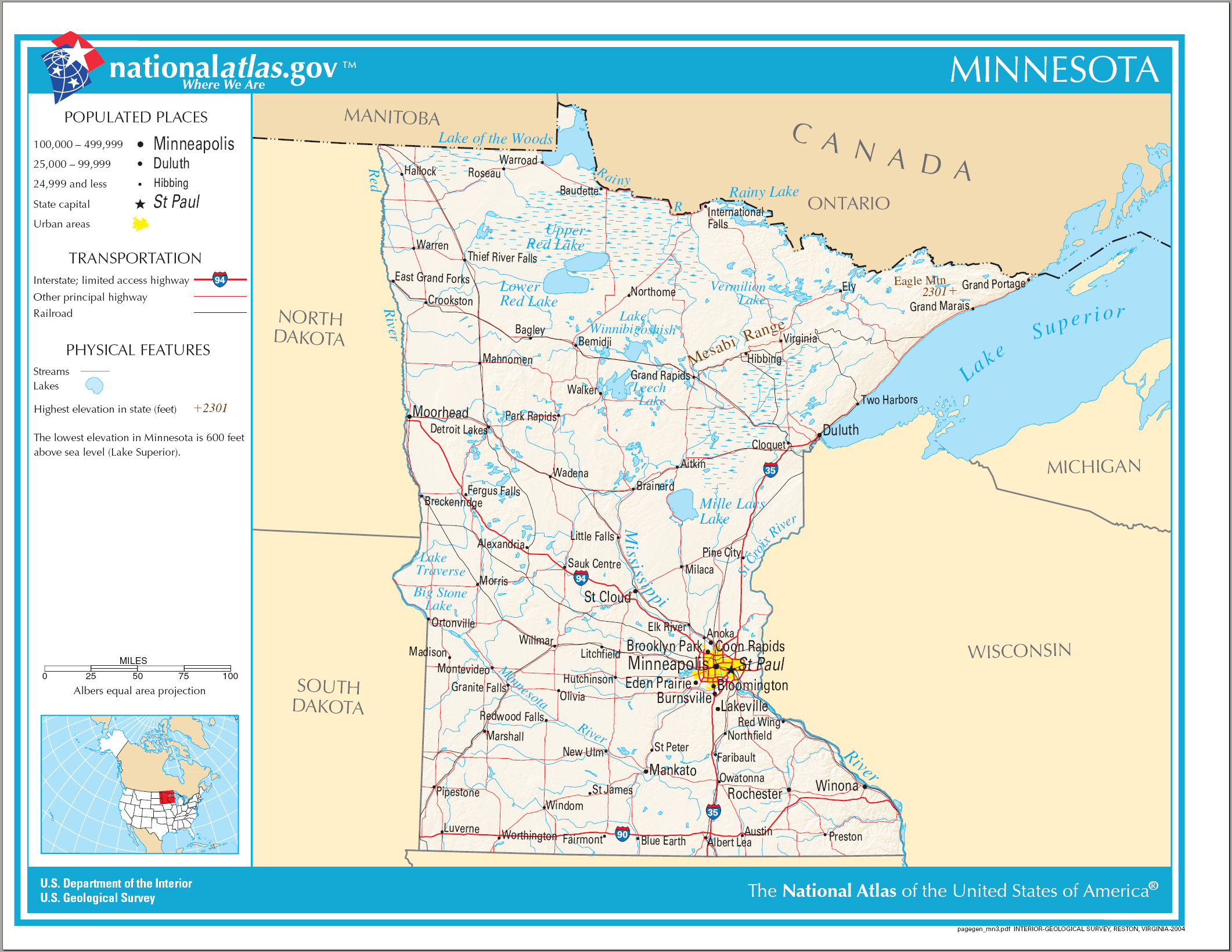
Mapa stanu

Minnesota (wymowa:/mɪnɪˈsoʊtə/ⓘ) – stan w północnej części Stanów Zjednoczonych, położony w regionie Midwest, przy granicy kanadyjskiej, nad Jeziorem Górnym. Zajmuje obszar 225 163 km² (12. miejsce pod względem wielkości), a zamieszkany jest przez 5 706 494 osób (2020; 22. miejsce pod względem liczby ludności).
Ponad 3/4 mieszkańców stanu jest rasy białej i ma korzenie europejskie – większość stanowią osoby pochodzenia niemieckiego i skandynawskiego. Notuje się coraz większy napływ imigrantów z Afryki, Azji i Ameryki Łacińskiej.
Blisko 60% populacji stanu skupia się w metropolii Minneapolis–Saint Paul, tzw. „Bliźniaczych miastach” (ang. The Twin Cities), która jest stanowym centrum polityki, biznesu, przemysłu, transportu oraz międzynarodowej społeczności artystycznej. Pozostała część stanu nazywana jest „Przedmieściem Minnesoty”.
W części zachodniej pierwotnie obejmowała tereny prerii, które współcześnie zajmowane są przez rolnictwo. W części wschodniej rozciągały się niegdyś lasy liściaste, a obecnie teren ten jest w większości gęsto zaludniony. W części północnej rozciąga się stosunkowo najlepiej zachowana i rzadziej zaludniona preria. Minnesota, znana jako „Kraina 10 000 jezior” lub „Stan Gwiazdy Północnej”, oferuje mieszkańcom oraz turystom liczne możliwości rekreacji.
Stan znany jest z umiarkowanego podejścia w polityce i kwestiach socjalnych, zaangażowania obywatelskiego oraz wysokiej frekwencji wyborczej. Miejscowa społeczność klasyfikowana jest jako jedna z najzdrowszych w Stanach, a przy tym wyróżnia się wysokim wykształceniem i oczytaniem.
Powstała 11 maja 1858 roku jako 32. stan w wyniku wyodrębnienia ze wschodnich obszarów Terytorium Minnesoty.

## Etymologia
Nazwa Minnesota odnosi się do słowa mnisota, które w języku Indian Dakota znaczyło: „Woda, w której przegląda się niebo”. Rdzenni mieszkańcy demonstrowali nazwę pierwszym białym osadnikom, wlewając mleko do wody i wołając mnisota. Nazwy wielu miejsc w stanie zawierają pochodną cząstki mni-, oznaczającej w języku Indian ‘wodę’, np. Minnehaha Falls (wodospad), Minneiska (miasto), Minnetonka (miasto), Lake Minnetoka (jezioro), czy Minneapolis (połączenie słów mini oraz greckiego polis).

## Geografia
Minnesota to najbardziej po Alasce wysunięty na północ stan w Stanach Zjednoczonych. Northwest Angle, izolowane od reszty kraju przez Jezioro Leśne, jest jedyną częścią 48 stanów kontynentalnych leżącą powyżej 49 równoleżnika. Minnesota znana jest w Stanach Zjednoczonych jako Dalszy Środkowy Zachód. Stan ten dzieli Jezioro Górne na granicy wodnej z Michigan i Wisconsin na północnym wschodzie, od wschodu graniczy z Wisconsin, na południu z Iowa, Północną i Południową Dakotą na zachodzie, a na północny z Kanadą (prowincja Ontario). Minnesota z obszarem liczącym 87 014 mi² (222 365 km²) plasuje się na 12. miejscu pośród wszystkich stanów pod względem wielkości i stanowi 2,25% powierzchni całego kraju.

### Geologia i forma terenu
W Minnesocie znajdują się jedne z najstarszych skał znalezionych na Ziemi, gnejsy liczące 3,6 mld lat, czyli 4/5 wieku planety. Około 2,7 mld lat temu lawa bazaltowa wylała się z pęknięć w dnie pierwotnego oceanu, pozostawiając skały wulkaniczne kształtujące Tarczę Kanadyjską w północnej części stanu. Podstawy tych gór wulkanicznych oraz ruchy prekambryjskich mórz ukształtowały „Żelazne Pasmo” w północnej Minnesocie. Śledząc okres ruchów wulkanicznych ok. 1,1 mld lat temu, można stwierdzić, że aktywność geologiczna Minnesoty zdecydowanie przygasła, brak tu wulkanizmów bądź ruchów górotwórczych, lecz powtarzające się wtargnięcia morza pozostawiły wieloskładnikowe warstwy skał osadowych.
W czasach bardziej współczesnych masywny lodowiec o grubości co najmniej 1 km spustoszył pejzaż oraz ukształtował aktualną rzeźbę terenu. Zlodowacenie Wisconsin opuściło te tereny około 12 000 lat temu. Lodowiec pokrywał całą Minnesotę, z wyjątkiem południowo-wschodnich krańców, okolic charakteryzujących się stromymi wzgórzami oraz potokami przecinającymi podłoże skalne. Obszar ten znany jest jako Driftless Area, ponieważ nie występują tu moreny polodowcowe. W pozostałej części stanu, prócz północnego wschodu, cofający się lodowiec pozostawił warstwę ok. 15 m gliny zwałowej. 13 000 lat temu północno-zachodnie tereny kształtowało gigantyczne jezioro Agassiz; odpływ jeziora, rzeka lodowcowa Warren wyrzeźbiły obecną dolinę rzeki Minnesota, a jego dno pozostawiło żyzne gleby w dolinie rzeki Red River. Obecnie Minnesota jest spokojna geologicznie, rzadko doświadcza trzęsień ziemi, a większość z nich jest niegroźna.
Najwyższym punktem w stanie jest Eagle Mountain (701 m n.p.m.), który znajduje się 20,9 km od najniższego u brzegów Jeziora Górnego (183 m n.p.m.). Pomimo tej znacznej lokalnej różnicy w wysokościach, reszta stanu jest delikatnie falistą penepleną.
Dwa kontynentalne zlewiska spotykają się w północno-wschodniej części Minnesoty w Hibbing, tworząc potrójne dorzecze. Wody z opadów atmosferycznych mogą kierować się wraz z Missisipi na południe do Zatoki Meksykańskiej, Drogą Wodną Świętego Wawrzyńca na wschód do Atlantyku lub wododziałem Zatoki Hudsona do Oceanu Arktycznego.
Stanowy przydomek „Ziemia 10 000 jezior” (ang. The Land of 10,000 Lakes), nie jest wyolbrzymieniem, znajdują się tu 11 842 jeziora liczące co najmniej 10 akrów. Część Jeziora Górnego należąca do Minnesoty jest największym (3896 km²) i najgłębszym (393 m) zbiornikiem wodnym w stanie. W Minnesocie znajduje się 6564 naturalnych rzek i potoków, których łączna długość liczy ok. 111 000 km. Największa z nich to Missisipi, zaczynająca swój bieg na jeziorze Itasca i przecinająca granicę z Iową na 1094. km swojej długości. W stanie zasilają ją m.in. takie rzeki jak: Minnesota (w okolicach Fortu Snelling), St. Croix (koło Hastings), Chippewa (koło Wabasha) oraz wiele mniejszych. W granicach Minnesoty mieści się w przybliżeniu 10,6 mln akrów (42 900 km²) terenów podmokłych, więcej niż w jakimkolwiek stanie prócz Alaski.

### Fauna i flora
Trzy północnoamerykańskie biomy spotykają się w Minnesocie: trawiasta preria w południowo-zachodniej oraz zachodniej części stanu, lasy liściaste (tzw. Big Woods) na południowym wschodzie oraz północna tajga. Północne lasy iglaste to bezludne przestrzenie porośnięte świerkami i sosnami, wymieszanymi z niejednorodnymi skupiskami topoli i brzóz. Wiele z lasów północnych w Minnesocie zostało wyciętych, pozostawiono jedynie skrawki starych ekosystemów w obszarach takich jak Las Narodowy Chippewa lub Las Narodowy Superior, w którym znajduje się Boundary Waters Canoe Area Wilderness z 1600 km² niewyciętych lasów. Wycinka jest kontynuowana i dotyczy około jednej trzeciej lasów stanowych. Pomimo utraty naturalnych siedlisk, populacje zwierząt takich jak: kuna świerkowa, wapiti, bizon amerykański, jeleń wirginijski, ryś rudy rozwijają się dobrze. W Minnesocie znajduje się największa poza Alaską populacja wilka oraz utrzymuje się na zdrowym poziomie liczba baribali i łosi. Stan usytuowany jest na szlaku migracyjnym ptaków wzdłuż rzeki Missisipi, Minnesota jest gospodarzem migracji ptactwa wodnego (kaczki, gęsi) oraz grzebiącego (bażanty, głuszcowate, indyki). Na stałe jest domem dla ptaków z rzędu jastrzębiowych (bielik amerykański, myszołów rdzawosterny) oraz sów (puchacz śnieżny). W jeziorach roi się od ryb, takich jak: szczupak pospolity, muskellunge, walleye, bassowate, w południowo-wschodnich potokach występują pstrągi (źródlany, potokowy, tęczowy).

### Klimat

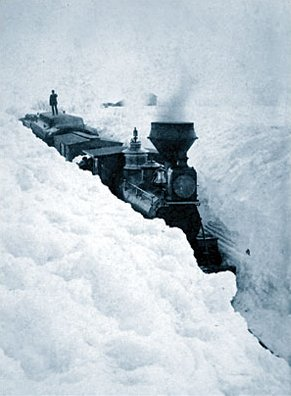
Pociąg uwięziony w zaspach śnieżnych w południowej Minnesocie w marcu 1881

Mieszkańcy Minnesoty muszą znosić ekstremalne temperatury, charakterystyczne dla klimatu kontynentalnego z bardzo zimnymi zimami oraz gorącymi latami. Skrajne rekordy temperatur dzieli 97 °C (od –51 °C do +46 °C). Zjawiska meteorologiczne w stanie obejmują: deszcz, śnieg, grad, zamiecie śnieżne, tornada, burze z piorunami oraz bardzo gwałtowne tzw. prądy spadające zwane liniami szkwału (ang. downburst). Okres wegetacyjny zmienia się od 90 dni w roku w Żelaznym Pasie do 160 dni na południowym wschodzie Minnesoty, w okolicach Missisipi, a średnie temperatury sięgają od 2 do 9 °C. Średnia temperatura punktu rosy waha się od 14,4 °C na południu do 8,9 °C na północy. W zależności od miejsca, średnie opady roczne sięgają od 483 do 889 mm, a susze zdarzają się co 10–50 lat.

### Obszary chronione
Pierwszym parkiem stanowym był założony w roku 1891, Itasca State Park, w którym znajduje swe źródło rzeka Missisipi. Obecnie Minnesota posiada 72 parki stanowe i obszary rekreacyjne, 58 lasów stanowych zajmujących 16 000 km² oraz liczne rezerwaty dzikiej przyrody, wszystko to administrowane jest przez Minnesota Department of Natural Resources. Lasy narodowe Chippewa oraz Superior zajmują łącznie 22 000 km², a jedyny park narodowy – Voyageurs liczy 460 km².

## Historia

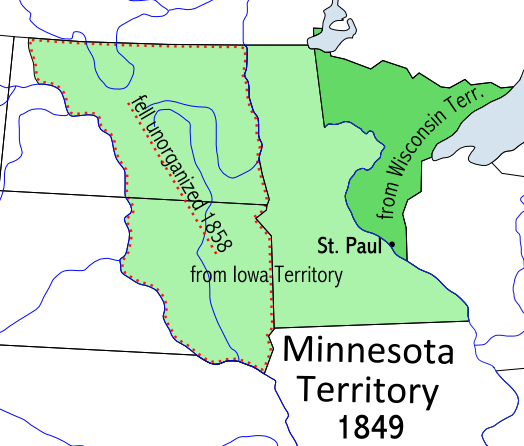
Mapa Terytorium Minnesoty 1849–1858

Przed przybyciem europejskich kolonistów Minnesotę zamieszkiwali Odżibwejowie, Dakotowie i inne plemiona indiańskie. Pierwszymi Europejczykami byli francuscy sprzedawcy skór, którzy przybyli w 1600 r. Później w tym wieku Odżibwejowie rozpoczęli migracje na zachód, prowokując napięcia z Siuksami. Odkrywcy, m.in. Daniel Greysolon, Sieur du Lhut, ksiądz Louis Hennepin, Jonathan Carver, Henry Schoolcraft i Joseph Nicollet, skartografowali stan.
Część Minnesoty na wschód od Missisipi została przyłączona do USA po wojnie o niepodległość Stanów Zjednoczonych, wraz z podpisaniem pokoju wersalskiego w 1783 r. Obszar na zachodzie został nabyty wraz z Terytorium Luizjany, jednak część doliny rzeki Red River była kwestią sporną, aż do konwencji z 1818 r. W 1805 r. płk Zebulon Pike wytargował od Indian tereny w zlewisku rzek Minnesota i Missisipi. Fort Snelling powstał w latach 1819–1825. Żołnierze zbudowali nad wodospadem Saint Anthony – pierwszą w okolicy infrastrukturę przemysłową napędzaną wodą, młyn zbożowy oraz tartak, co stało się bodźcem dla powstania i rozwoju Minneapolis. Tymczasem w pobliżu fortu zaczęli osiedlać się urzędnicy, dzicy osadnicy i krajoznawcy. W 1839 r. armia wymusiła na nich wyprowadzkę w dół rzeki, gdzie osiedlili się i stworzyli Saint Paul. Terytorium Minnesoty zostało utworzone 3 marca 1849. Tysiące ludzi przybyło budować farmy i wycinać lasy, a 11 maja 1858 Minnesota stała się 32. stanem Stanów Zjednoczonych.
Traktaty pomiędzy białymi osadnikami a Siuksami oraz Odżibwejami stopniowo narzuciły Indianom porzucenie ich ziem na rzecz mniejszych rezerwatów. Pogarszające się warunki Siuksów doprowadziły do wybuchu w 1862 r. powstania Santee Dakotów. Rezultatem sześciotygodniowej wojny, której ofiarami było kilkuset białych osadników, a także wielu żołnierzy i Indian, była egzekucja 38 Indian – największa masowa egzekucja w historii Stanów Zjednoczonych – oraz zesłanie większości z pozostałych Siuksów do rezerwatu Crow Creek w Nebrasce.

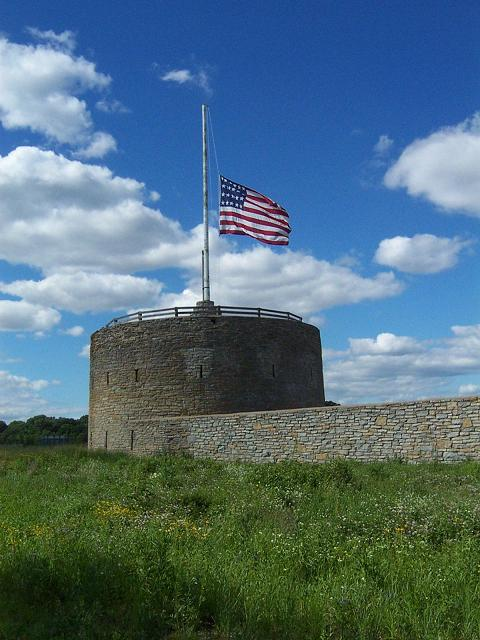
Fort Snelling odegrał kluczową rolę w historii Minnesoty oraz rozwoju Minneapolis i Saint Paul

Wycinanie lasów oraz rolnictwo były podstawą zalążków gospodarki w stanie. Tartaki nad wodospadem Saint Anthony i ośrodki drwali, takie jak Marine on St. Croix, Stillwater czy Winona, przetwarzały olbrzymie ilości budulca. Miasta te, jako położone nad rzekami, miały idealne warunki transportowe. W późniejszych latach wodospad Saint Anthony zaczęto wykorzystywać jako źródło energii dla młyna wodnego. Innowacje miejscowych młynarzy doprowadziły do wyprodukowania „patentowej” mąki Minnesota, prawie dwukrotnie przewyższającą ceną zwykłą mąkę, którą zastąpiła. W 1900 r. młyny w Minnesocie, którym przewodziły kompanie Pillsbury i Washburn-Crosby Company (poprzednik General Mills), przetwarzały 14,1% krajowego zboża.
Stanowy przemysł żelazny powstał wraz z odkryciem żelaza w pasmach Mesabi i Vermilion w latach 80. XIX w. oraz w paśmie Cuyuna na początku XX w. Rudy były przewożone koleją do portów w Two Harbors i Duluth, a następnie przeładowywane na statki i transportowane na wschód przez Wielkie Jeziora.
Rozwój przemysłu i rozkwit produkcji na początku XX w. sprowokował część populacji do przeniesienia się z obszarów wiejskich do miast. Mimo to rolnictwo ciągle dominowało w gospodarce. Ekonomia Minnesoty została ciężko dotknięta przez wielki kryzys, który spowodował spadek zarobków wśród rolników, zwolnienia wśród górników i protesty klasy robotniczej. Dodatkowym nieszczęściem, które dotknęło zachodnią Minnesotę i obie Dakoty, była susza w latach 1931–1935. Program „New Deal” umożliwił częściowe odrodzenie ekonomiczne. Roboty publiczne i inne programy naprawcze w stanie zakładały pewne prace dla Indian w ich rezerwatach, a ustawa o reorganizacji Indian z 1934 r. umożliwiła plemionom zorganizowanie własnych władz samorządowych. Dało to Indianom ważny głos w decydowaniu o sprawach stanu oraz promowało większą tolerancję dla obrzędów plemiennych, ponieważ ceremonie religijne i język narodowy nie były już dłużej tłumione.
Po II wojnie światowej wzrost gospodarczy nabrał tempa. Nowe technologie zwiększyły wydajność w rolnictwie dzięki automatyzacji podajników dla trzody i bydła, dojarek na farmach-mleczarniach i hodowli kurczaków w wielkich budynkach. Uprawy stały się bardziej wyspecjalizowane dzięki hybrydom kukurydzy i pszenicy oraz coraz powszechniejszemu wykorzystaniu maszyn rolniczych (traktorów, kombajnów). Profesor Norman Borlaug z Uniwersytetu Minnesoty miał własny wkład w ten rozwój, część zielonej rewolucji. Wzmożony rozwój suburbanizacji spowodowany był wzrostem powojennego zapotrzebowania na mieszkania i wygodny transport. Wzrosła mobilność, a następnie możliwości bardzo wyspecjalizowanych prac. Po wojnie Minnesota stała się centrum technologicznym. Przedsiębiorstwo Engineering Research Associates zostało założone w 1946 r. w celu produkcji komputerów dla marynarki wojennej. Po późniejszym połączeniu z Remington Rand powstało Sperry Corporation. William Norris opuścił Sperry w 1957 r. i utworzył Control Data Corporation (CDC). Cray Inc. powstało, gdy Seymour Cray opuścił CDC, aby stworzyć własną firmę.

### Miasta
Miasto Saint Paul leży w środkowo-wschodniej części stanu Minnesota wzdłuż brzegów rzeki Missisipi, jest stolicą od roku 1849, początkowo Terytorium Minnesoty, a od 1859 stanu. Saint Paul przylega do największego miasta w stanie – Minneapolis, z którym tworzy aglomerację Minneapolis–Saint Paul. Jest to 16. pod względem wielkości obszar metropolitalny w Stanach Zjednoczonych; zamieszkuje go 60% populacji całego stanu. Pozostały obszar nazywany jest „Wielką Minnesotą” lub „Przedmieściem Minnesoty”.
Na terenie stanu Minnesota znajdują się 853 miasta (city), w tym 3 o liczbie ludności przekraczającej 100 000, 100 powyżej 10 000 mieszkańców, a 354 powyżej 1000 mieszkańców (2021 r.).
Lista miast zamieszkanych przez 15 000 lub więcej osób (2021 r.):

- Minneapolis (425 336)
- Saint Paul (307 193)
- Rochester (121 465)
- Bloomington (89 298)
- Duluth (86 372)
- Brooklyn Park (84 526)
- Plymouth (79 828)
- Woodbury (76 990)
- Lakeville (72 812)
- Blaine (70 935)
- Maple Grove (70 726)
- St. Cloud (68 818)
- Eagan (68 642)
- Burnsville (63 943)
- Coon Rapids (63 385)
- Eden Prairie (63 161)
- Apple Valley (55 638)
- Edina (53 318)
- Minnetonka (53 266)
- St. Louis Park (49 158)
- Mankato (44 693)
- Moorhead (44 668)
- Shakopee (44 547)
- Maplewood (40 940)
- Cottage Grove (39 926)
- Richfield (36 527)
- Roseville (35 874)
- Inver Grove Heights (35 541)
- Savage (32 983)
- Andover (32 926)
- Brooklyn Center (32 880)
- Fridley (30 313)
- Ramsey (28 202)
- Prior Lake (28 086)
- Chaska (28 047)
- Oakdale (27 974)
- Shoreview (26 670)
- Rosemount (26 642)
- Owatonna (26 398)
- Austin (26 225)
- Elk River (26 192)
- Chanhassen (26 037)
- Winona (25 964)
- Faribault (24 420)
- White Bear Lake (24 130)
- Farmington (23 534)
- Champlin (23 478)
- New Brighton (22 902)
- Crystal (22 711)
- Golden Valley (21 942)
- Hastings (21 925)
- Columbia Heights (21 835)
- Lino Lakes (21 608)
- Otsego (21 401)
- New Hope (21 356)
- Willmar (21 045)
- West St. Paul (20 822)
- Northfield (20 729)
- Forest Lake (20 608)
- South St. Paul (20 536)
- Sartell (19 532)
- Stillwater (19 389)
- St. Michael (19 001)
- Hopkins (18 573)
- Albert Lea (18 428)
- Anoka (17 847)
- Red Wing (16 763)
- Ham Lake (16 627)
- Buffalo (16 386)
- Hugo (16 109)
- Hibbing (16 077)
- Bemidji (15 279)

## Demografia

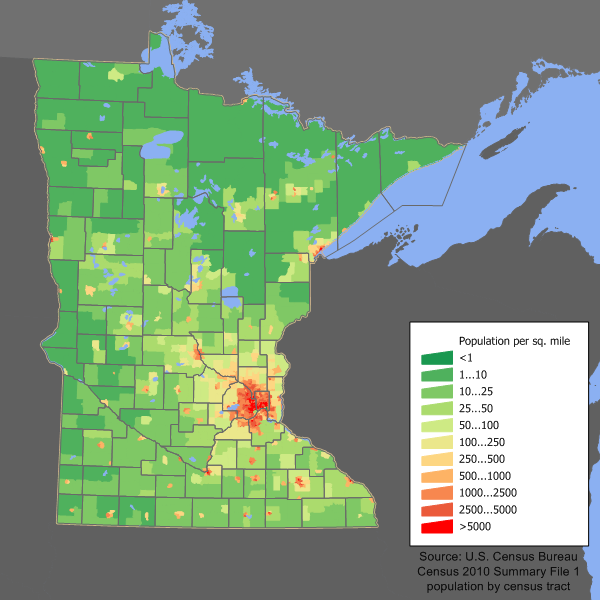
Gęstość zaludnienia w Minnesocie

### Populacja
Od zaledwie 6100 mieszkańców w 1850 r. populacja urosła do 1,75 mln w 1900 r. W każdej z 6 kolejnych dekad zaobserwowano 15% wzrost populacji, która w roku 1960 osiągnęła poziom 3,41 mln osób. Następnie wzrost osłabł i w roku 1970 wynosił 11% (3,8 mln mieszkańców), przez następne 30 lat liczył średnio 9%, w 2000 r. stan zamieszkiwało 4,91 mln ludzi. Według spisu w 2020 roku stan osiągnął 5,7 mln mieszkańców. Tempo wzrostu populacji, wiek i płeć rozkładają się w przybliżeniu jak średnie krajowe.

### Rasy
Według danych z 2021 roku osoby pochodzenia niemieckiego (29,5% – 6. miejsce w kraju) są największą grupą w stanie. Następnie są osoby pochodzenia norweskiego (12,2% – 2. miejsce w kraju, po Dakocie Północnej), irlandzkiego (10%), angielskiego (6,7%) i szwedzkiego (6,5% – 1. miejsce w kraju). Łącznie Minnesota ma największą liczbę osób pochodzenia skandynawskiego wyprzedzając Kalifornię.
W roku 2020, 8,4% mieszkańców stanowiły osoby urodzone poza granicami Stanów Zjednoczonych, w porównaniu dla całego kraju ten współczynnik wynosi 13,5%. Stan długo posiadał reputację jednorodnego, ale i to uległo zmianie. Największa część populacji urodzonej za granicą, prawie 58 tys. osób pochodzi z Meksyku. Około 40 tys. pochodzi z Somalii, a kolejne prawie 37 tys. mieszkańców przybyło z Indii. Minnesota ma największe skupisko osób pochodzenia somalijskiego w Stanach Zjednoczonych, a na kolejnych miejscach plasują się imigranci z Laosu, Wietnamu, Tajlandii i Meksyku.
Stanowa kompozycja rasowa z roku 2020 przedstawia się następująco:
- 83,0% biali (78,1% nie licząc Latynosów);
- 7,4% Czarni;
- 5,8% Latynosi
- 5,4% Azjaci
- 1,4% Indianie
- 2,8% była rasy mieszanej.

### Religie
Dane z 2014 r.:
- protestanci – 50%:

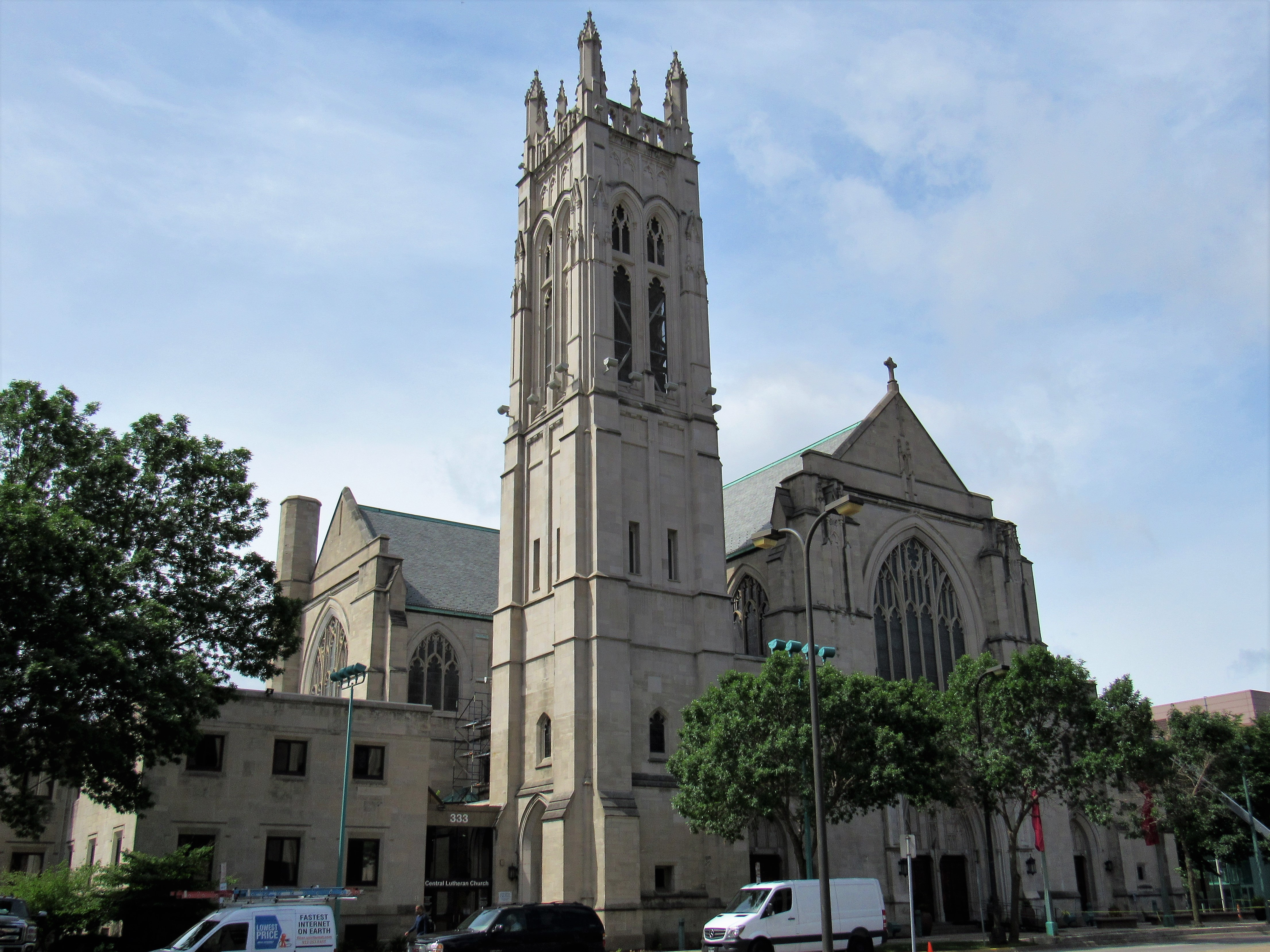
Kościół luterański w Minneapolis

  - luteranie – 26% (ponad 1 milion, najwięcej w Stanach Zjednoczonych[8])
  - ewangelikalni, kalwini, metodyści, baptyści, zielonoświątkowcy, pietyści, uświęceniowcy i inni – 24%,
- katolicy – 22%,
- brak religii – 20% (w tym: 4% agnostycy i 3% ateiści),
- mormoni – 1%,
- żydzi – 1%,
- pozostałe religie – 6% (w tym: świadkowie Jehowy, muzułmanie, prawosławni, buddyści, unitarianie uniwersalisći, scjentyści, wyznawcy Kościoła Jedności, hinduiści i bahaiści[9]).

## Gospodarka
Kiedyś oparta głównie na surowcach naturalnych, gospodarka Minnesoty przekształciła się przez ostatnie 200 lat, kładąc nacisk na produkcję wyrobów gotowych i usługi. Być może najbardziej znaczącą cechą gospodarki jest jej urozmaicenie, względna wydajność sektora biznesowego dorównuje krajowej. Gospodarka stanu w roku 2005 wytworzyła PKB o wartości 235 mld dolarów. 36 z 1000 czołowych amerykańskich, publicznych przedsiębiorstw handlowych (według dochodów w 2006 r.) posiada swoje siedziby główne w Minnesocie. Zaliczają się do nich przedsiębiorstwa takie jak: Target, UnitedHealth Group, 3M, Medtronic, General Mills, U.S. Bancorp oraz Best Buy. Druga co do wielkości prywatna spółka w Stanach Zjednoczonych, Cargill, ma swoją siedzibę w mieście Wayzata. W 2005 r. dochód na osobę wynosił 37 290 dolarów, 10 co do wielkości w kraju. Natomiast mediana dochodów gospodarstw domowych w latach 2002–2004 liczyła 55 914 dolarów, piąty wynik w Stanach Zjednoczonych, a najwyższy wśród 36 stanów poza wschodnim wybrzeżem.

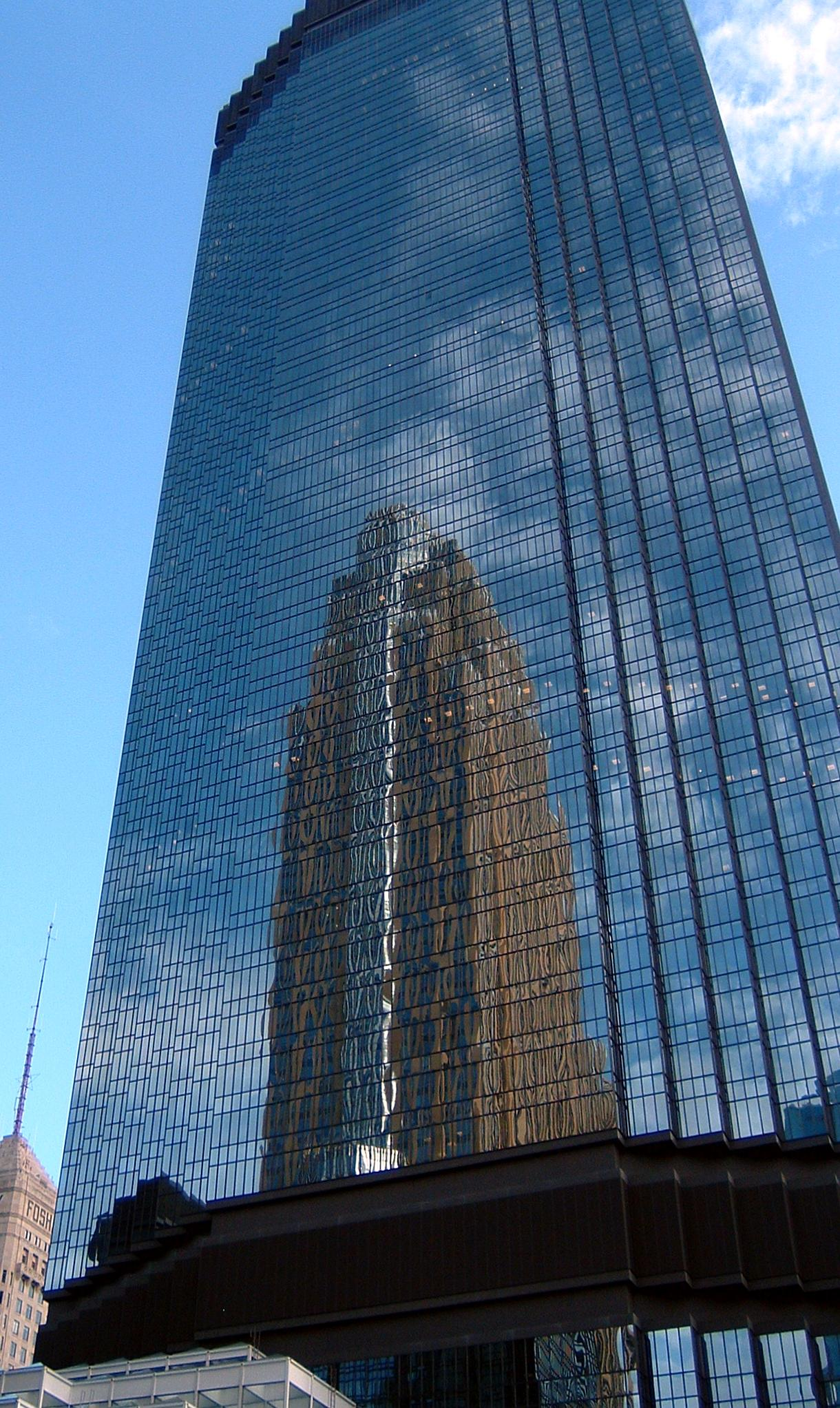
IDS Tower, zaprojektowana przez Philip Johnsona oraz w odbiciu, trzeci pod względem wysokości budynek w stanie, Wells Fargo Center, stworzony w stylu art déco przez Césara Pelli

Wczesną gospodarkę tworzyły handel skórami oraz rolnictwo, Minneapolis rozwijało się naokoło młynów wodnych napędzanych przez wodospad St. Anthony. Chociaż obecnie mniej niż 1% populacji zatrudnione jest w sektorze rolniczym, pozostaje on główną częścią stanowej gospodarki, sklasyfikowanej na 6. miejscu w kraju pod względem wartości sprzedanych produktów. Minnesota jest w Stanach Zjednoczonych największym producentem buraków cukrowych, kukurydzy cukrowej i grochu do przetwarzania, a także hodowcą indyków. Ważne jest również leśnictwo, do którego zaliczamy pozyskiwaniem drewna, przetwarzaniem papierówki oraz produkcją papieru.

### Podatki stanowe
W Minnesocie ustanowiono progresywny podatek dochodowy z następującymi przedziałami: 5,35%, 7,05%, 7,85% i 9,85%. Minnesota znajduje się na 10. miejscu w kraju pod względem wysokości wszystkich podatków na osobę. Podatek od towarów i usług w Minnesocie wynosi 6,875%, lecz nie dotyczy odzieży, leków na receptę, niektórych usług oraz żywności do domowej konsumpcji. Stanowe prawodawstwo pozwala władzom miast na ustanowienie lokalnego podatku od towarów i usług, a także miejscowych podatków specjalnych, jak np. podatek uzupełniający w Minneapolis. Akcyza obejmuje alkohol, tytoń oraz paliwo samochodowe. Stan nakłada podatek użytkowy na dobra zakupione gdzie indziej, ale używane w Minnesocie. Właściciele nieruchomości odprowadzają podatek od nieruchomości do hrabstw, miast, dystryktów szkolnych lub specjalnych okręgów podatkowych.

## Transport

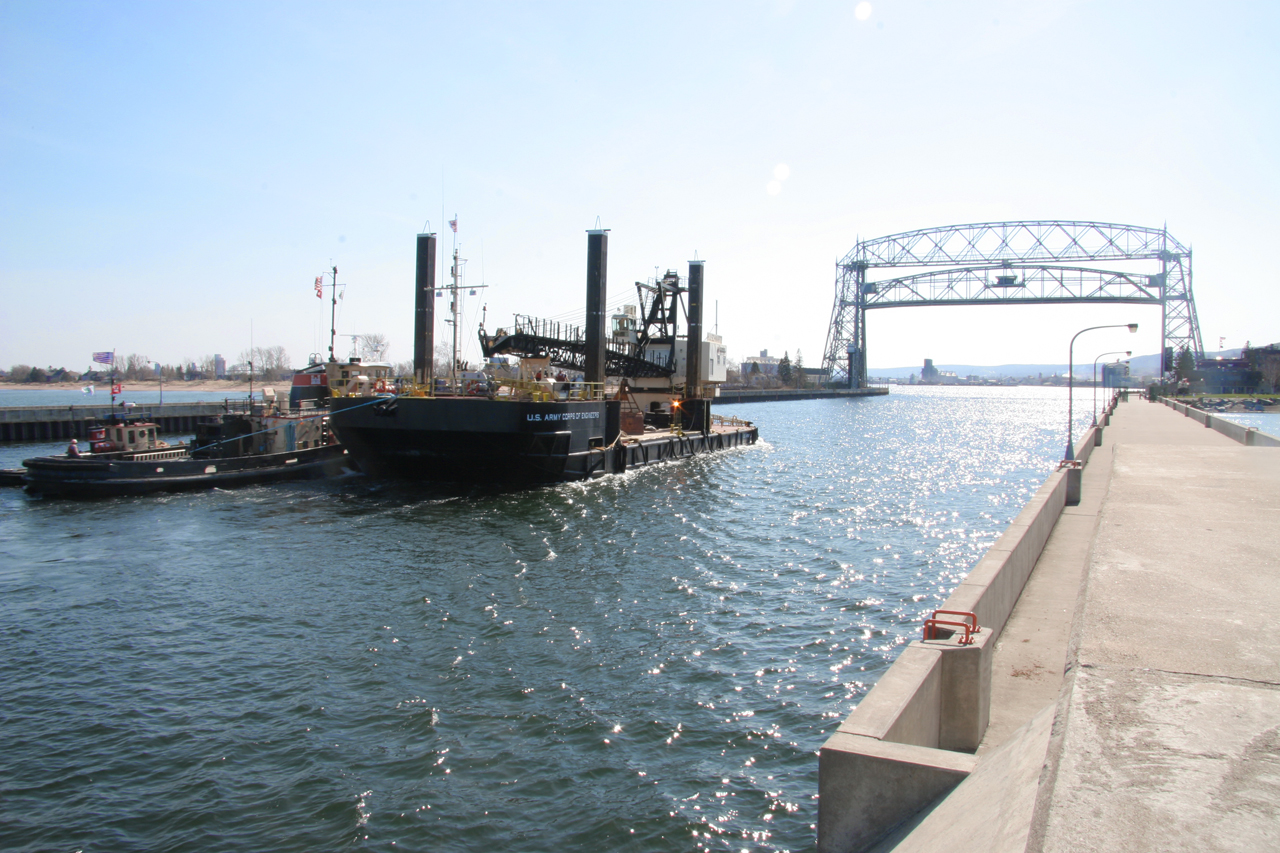
Most Aerial Lift w Duluth

Transport w Minnesocie nadzorowany jest przez Departament Transportu Stanu Minnesota (ang. Minnesota Department of Transportation). Główny tranzyt rozchodzi się promieniście z metropolii Minneapolis-Saint Paul oraz portu Duluth. Głównymi autostradami międzystanowymi są I-35, I-94 (obie przebiegają przez Minneapolis) oraz I-90 (biegnie ze wschodu na zachód wzdłuż południowej granicy stanu). W 2006 r. poprawka do konstytucji zniosła nakaz sprzedaży i używania podatków od pojazdów motorowych, w celu finansowania transportu, w tym przynajmniej w 40% przewozów publicznych. Istnieją blisko dwa tuziny połączeń kolejowych, z których większość przechodzi przez Minneapolis-Saint Paul oraz Duluth. Transport wodny oparty jest w głównej mierze na rzece Missisipi oraz portach na Jeziorze Górnym.

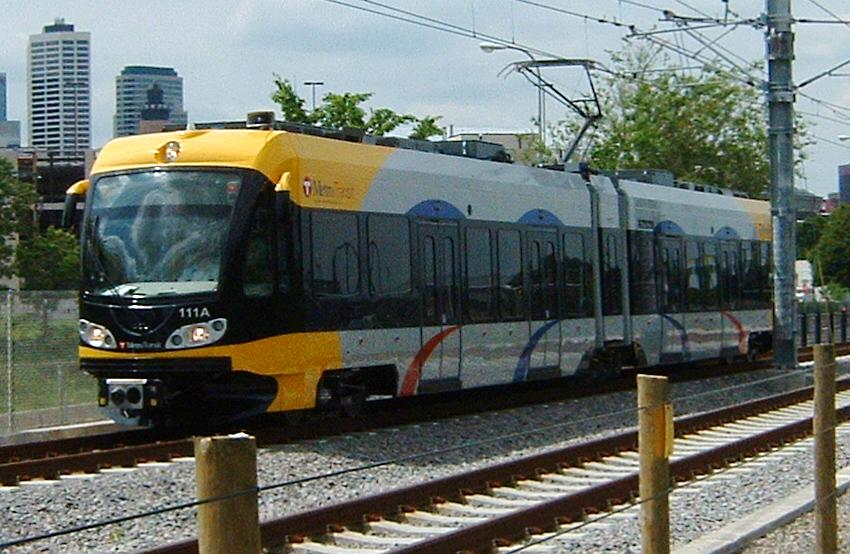
Pojazd należący do systemu lekkiej kolei w Minneapolis

Czołowym lotniskiem w stanie jest Port lotniczy Minneapolis-Saint Paul, siedziba oraz główne centrum pasażerskie i przeładunkowe dla Northwest Airlines i Sun Country Airlines. Lotnisko jest również serwisowane przez innych przewoźników krajowych.
Pociąg Empire Builder należący do największego amerykańskiego operatora kolejowych przewozów pasażerskich, przedsiębiorstwa Amtrak, przejeżdżając przez Minnesotę zatrzymuje się na 6 stacjach. Jest to potomek słynnej linii „Great Northern Railway” (z ang. Wielka Kolej Północna), stworzonej przez Jamesa Hill, biegnącej z Saint Paul do Seattle. Międzymiastowe przewozy autobusowe dostarczane są przez przedsiębiorstwa Greyhound Lines, Jefferson Lines oraz Coach USA. Transport publiczny w Minnesocie ogranicza się właściwie do systemów autobusów oraz lekkiej kolei na liczącej 19 km linii „Hiawatha” w okolicach metropolii Minneapolis-Saint Paul.

## Kultura

### Sztuki piękne

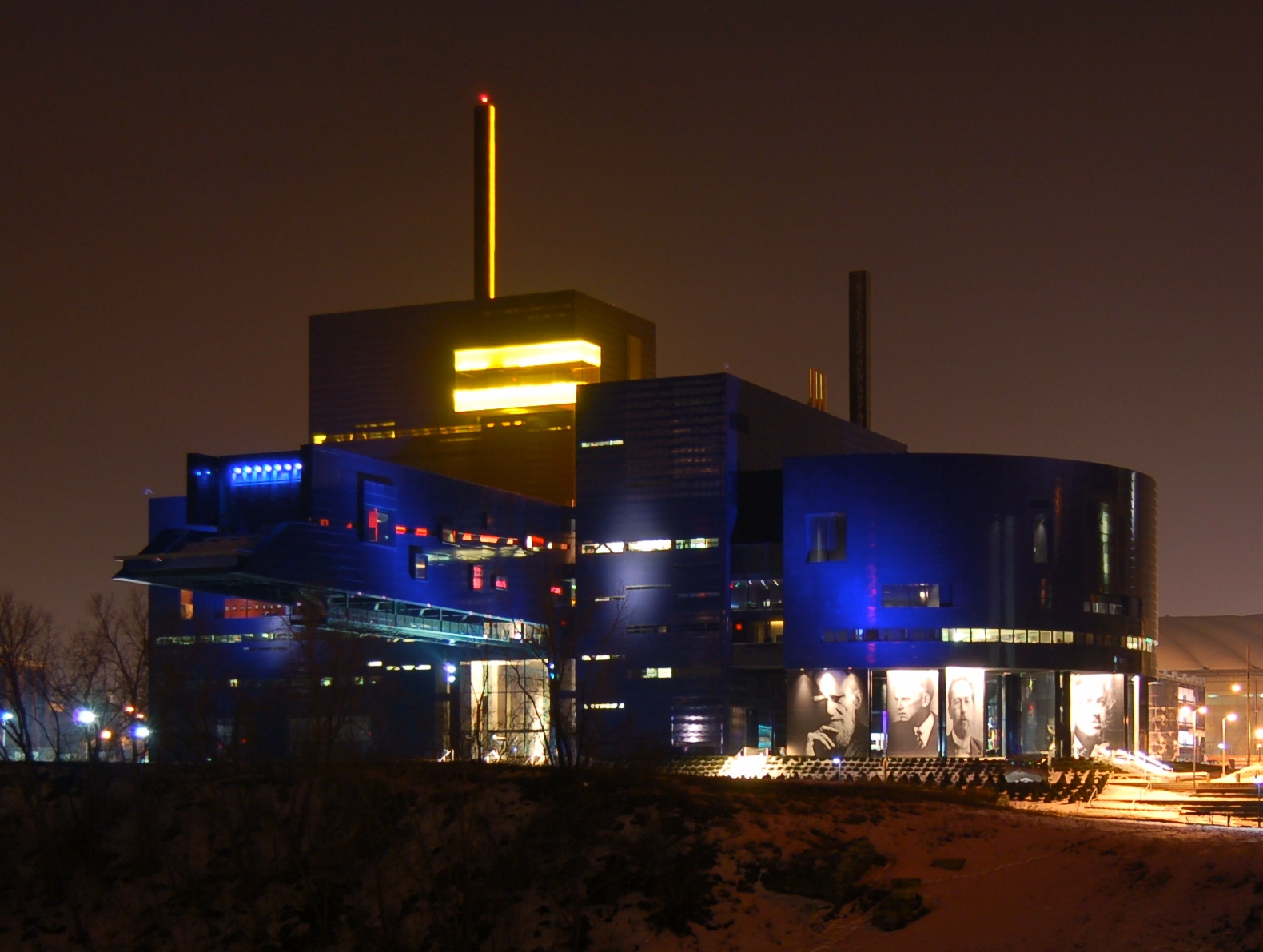
Widok na „Teatr Guthrie” nocą

Metropolia Minneapolis-Saint Paul uważana jest za artystyczną stolicę midwestu. Głównymi muzeami sztuki pięknej są Minneapolis Institute of Arts, Weisman Art Museum oraz Walker Art Center. Orkiestra Kameralna Saint Paul oraz Orkiestra MInnesota to pełnoetatowe, profesjonalne zespoły muzyczne wykonujące koncerty oraz oferujące programy edukacyjne dla społeczności lokalnej. Publiczność wydarzeń teatralnych, muzycznych i kabaretowych jest w okolicy bardzo liczna, co można przypisać zimnym zimom, dużej populacji z wyższym wykształceniem oraz powszechnie dynamicznej gospodarce. W 2006 r. „Teatr Guthrie” przeniósł się do nowego budynku szczycącego się 3 scenami oraz widokiem na rzekę Missisipi. Pod względem obłożenia miejsc siedzących w teatrach Twin City, z około 2,3 mln sprzedawanych corocznie biletów, ustępuje w USA jedynie Nowemu Jorkowi. Doroczne obchody Festiwalu „Fringe” to połączenie teatru, tańcu, improwizacji, musicale, przedstawienia kukiełkowe i sztuki wizualnej. Ten 11-dniowy letni festiwal składa się z ponad 800 spektakli i jest największym świętem artystycznym w USA.

### Literatura
Trudy i radości pionierskiego życia na prerii stały się głównymi tematami powieści Ole Rølvaaga „Giants in the Earth” oraz serii książek dla dzieci „Domek na prerii”, autorstwa Laury Ingalls Wilder. Małomiasteczkowe życie było atakowane z furią przez Sinclair Lewisa w noweli „Ulica Główna” oraz łagodniej i czule satyrycznie w „Lake Wobegon” Garrisona Keillor. Pochodzący z Saint Paul pisarz Francis Scott Fitzgerald opisał niepokoje społeczne i aspiracje młodego miasta w powieściach takich jak „Winter Dreams” czy „The Ice Palace”. Słynny epicki poemat „Pieśń o Hajawacie” autorstwa Henry Wadsworth Longfellowa była inspirowana Minnesotą, a wiele miejsc i obiektów wodnych zostało wymienionych w utworze.

### Rozrywka

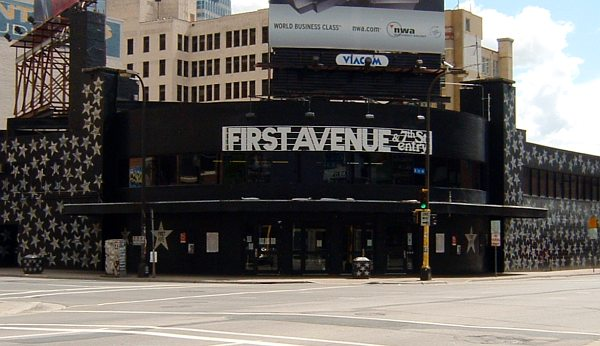
Klub nocny „First Avenue”, serce społeczności muzycznej Minnesoty

W skład muzyków z Minnesoty wchodzą twórcy różnych gatunków: gwiazda soul Prince, grupa wokalna „The Andrews Sisters”, przedstawiciel rockabilly Eddie Cochran, legendarny muzyk folkowy Bob Dylan oraz twórcy tekstów Jimmy Jam i Terry Lewis, gitarzysta Jonny Lang i zespół Soul Asylum. Z tego stanu pochodzą również twórcy muzyki alternatywnej tacy jak Hüsker Dü czy The Replacements. W 2007 roku znanym artystą z tego stanu stał się Adam Young, który jest założycielem synthpopowego zespołu „Owl City”.

## Zdrowie i edukacja

### Zdrowie

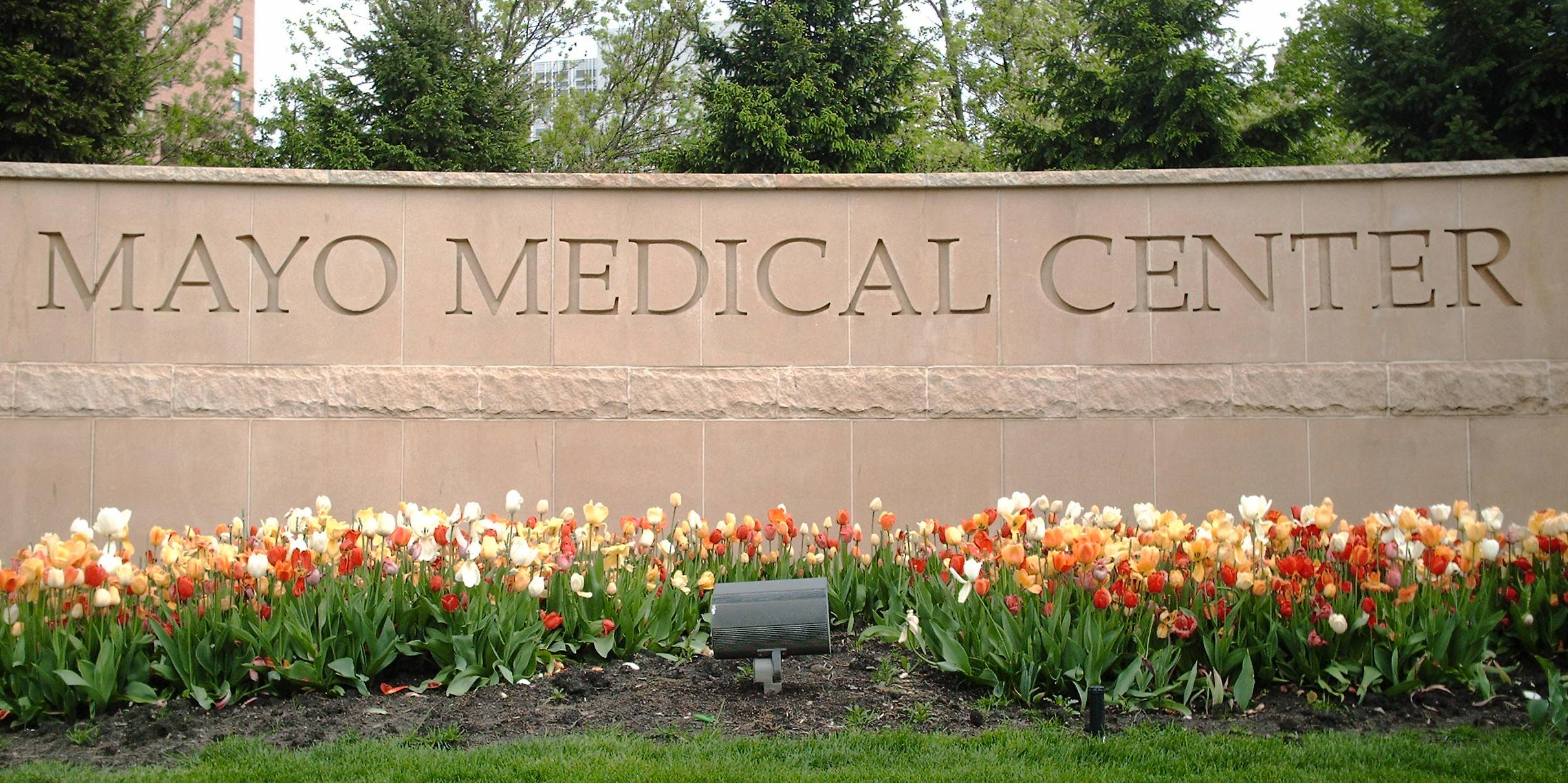
Klinika Mayo w Rochester

Mieszkańcy Minnesoty mają wysoki poziom uczestnictwa w czynnościach pozadomowych, stan sklasyfikowany jest na 1. miejscu pod względem odsetka osób, które ćwiczą regularnie. Minnesota ma najniższą w kraju liczbę przedwczesnych zgonów, z 3 z najmniejszych wskaźników śmiertelności wśród noworodków i drugą co do długości średnią życia. Według państwowego urzędu statystycznego, 91% populacji stanu ma ubezpieczenie zdrowotne, największy procent w całym kraju. Te i inne miary wskazują Minnesotę jako najzdrowszy stan w Stanach Zjednoczonych.
Opieka zdrowotna gwarantowana jest przez obszerną sieć szpitali; listę otwierają dwie instytucje o krajowej renomie. Szkoła Medyczna Uniwersytetu Minnesoty jest wysoko notowaną instytucją nauk medycznych o licznych osiągnięciach, a badania tam prowadzone przyczyniły się znacząco do rozwoju stanowego przemysłu biotechnologicznego. Usytuowana w Rochester Klinika Mayo prowadzi praktyki medyczne o ogólnoświatowej renomie. Mayo i uniwersytet współdziałają w stanowym programie prowadzącym badania nad nowotworami złośliwymi, chorobą Alzheimera, chorobami serca, otyłością i innymi.

### Edukacja

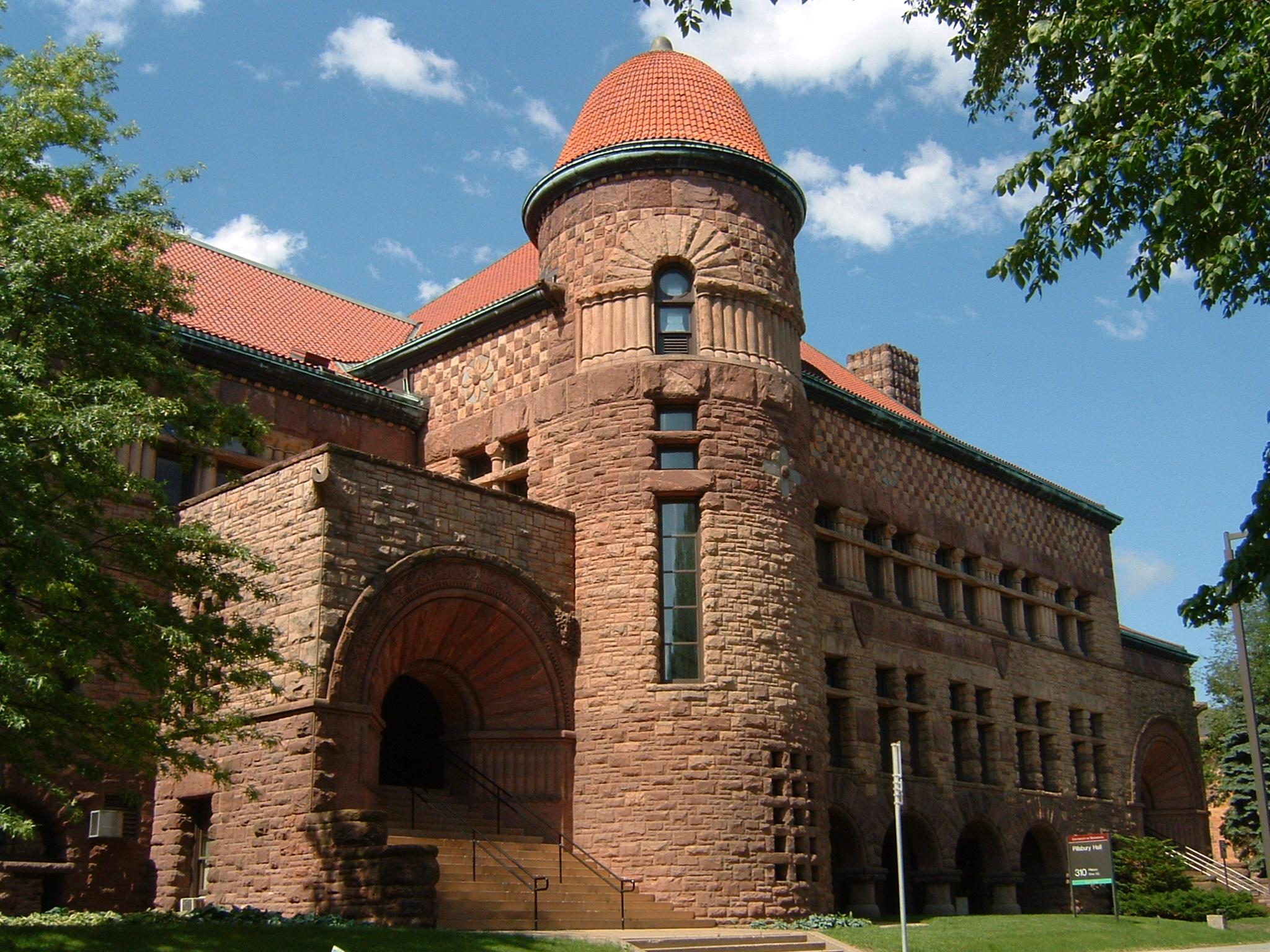
Zbudowany w stylu neoromańskim Pillsbury Hall to drugi najstarszy budynek Uniwersytetu Minnesoty

Jedną z pierwszych ustaw władz ustawodawczych Minnesoty powstałych w roku 1854, było stworzenie zakładu kształcenia nauczycieli w Winona. Bardziej współcześnie, stan został sklasyfikowany na 13. miejscu w konkursie „Najbystrzejszy Stan” (Smartest State Award) na lata 2006–2007 przeprowadzonym przez Instytut Morgan Quitno, oraz na 1. pod względem odsetka mieszkańców z dyplomem co najmniej szkoły średniej.

## Prawo i rząd
Podobnie jak w rządzie centralnym Stanów Zjednoczonych, w Minnesocie istnieje trójpodział władzy na: wykonawczą, ustawodawczą i sądowniczą.

### Władza wykonawcza
Organ wykonawczy kierowany jest przez gubernatora. Obecnie urząd ten sprawuje Tim Walz. Urzędy gubernatora i jego zastępcy obejmuje 4-letnia kadencja. Gubernator stoi na czele gabinetu składającego się z przywódców agencji stanowych, zwanych komisarzami. Pozostałe urzędy pochodzące z wyboru to Audytor Stanu, Sekretarz Stanu oraz Prokurator Stanowy.

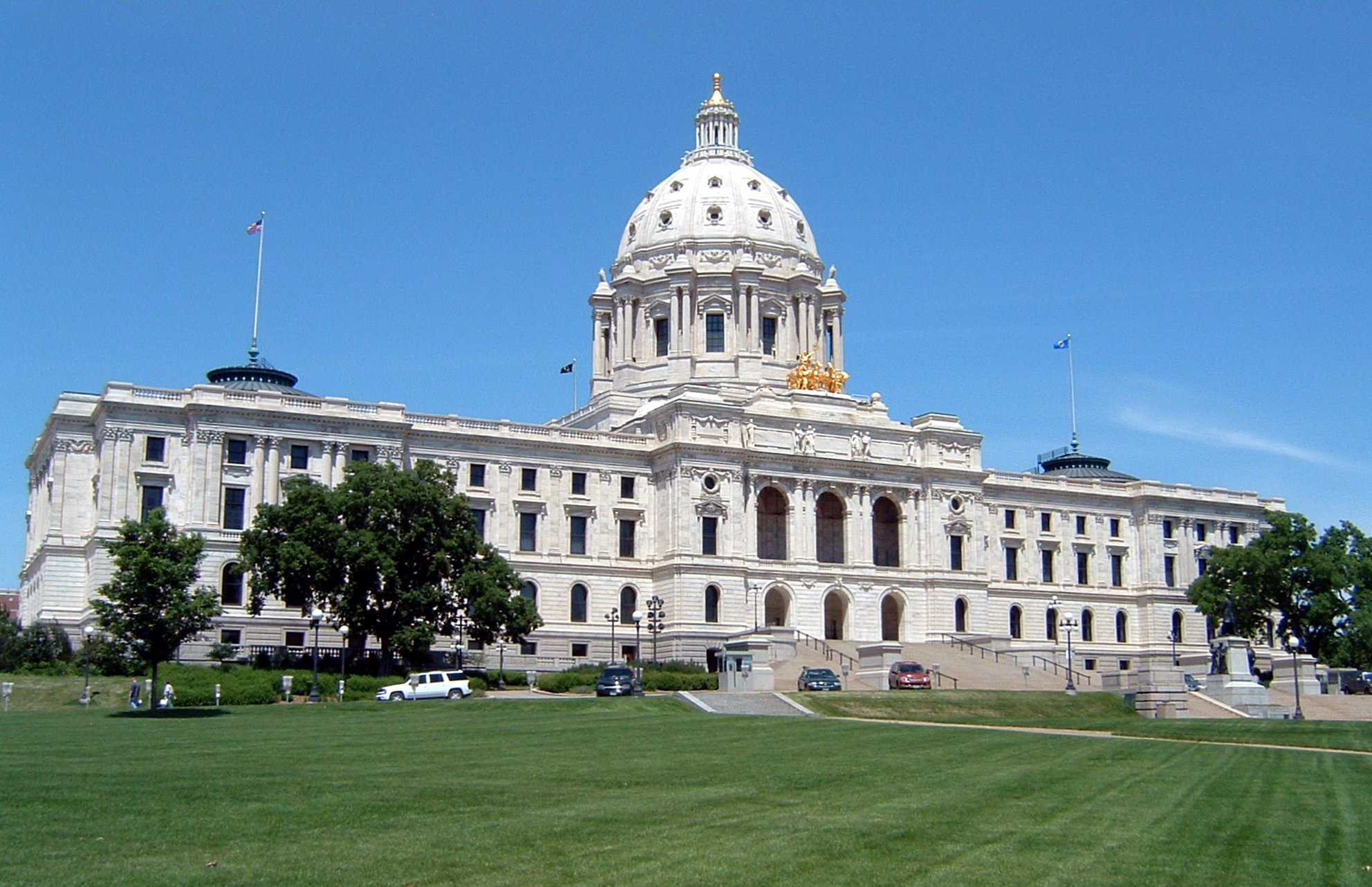
Minnesota State Capitol w Saint Paul, proj. Cass Gilbert

### Władza ustawodawcza
Stanowa władza ustawodawcza w Minnesocie ma charakter dwuizbowy, składają się na nią Senat oraz Izba Reprezentantów. Stan liczy 67 okręgów wyborczych, skupiających jednorazowo 60 000 obywateli. Każdy okręg posiada jednego senatora oraz dwóch reprezentantów (podzielone są na wydziały „A” i „B”). Senatorowie służą 4 lata, a reprezentanci 2 lata.
Demokratyczno-Farmersko-Robotnicza Partia Minnesoty (DFL) zachowała kontrolę nad Izbą Reprezentantów w wyborach, w 2022 roku. W 2020 roku wybrano 70 DFL, w porównaniu z 64 Partii Republikańskiej. Klub DFL przejął kontrolę nad Senatem Minnesoty w wyborach w 2022 roku. W 2020 roku wybrano 34 Republikanów, w porównaniu z 33 DFL. Rząd Minnesoty był najczęściej podzielony, ale po wyborach w 2022 roku Demokraci z Minnesoty po raz pierwszy od 2013 roku uzyskali potrójną kontrolę nad urzędem gubernatora, a także zarówno w Izbie Stanowej, jak i w Senacie.

### Sądownictwo
System sądowniczy w stanie Minnesota składa się z trzech szczebli. Większość spraw zaczyna się w sądach obwodowy (ang. district court), które posiadają ogólną właściwość rzeczową, to znaczy rozpatrują kazusy zarówno cywilne, jak i karne. Obecnie w 10 sądach obwodowych pracuje 272 sędziów. Apelacje z sądów pierwszej instancji oraz sprzeciwy od decyzji rządowych kierowane są do Sądu Apelacyjnego Stanu Minnesota (ang. Minnesota Court of Appeals), składającego się z szesnastu sędziów orzekających w trzyosobowych składach. Siedmioosobowy Najwyższy Sąd Stanowy (ang. Minnesota Supreme Court) rozstrzyga apelacje dotyczące spraw podatkowych, prawa pracy, skazanych za morderstwo pierwszego stopnia oraz odwołań od decyzji Sądu Apelacyjnego, do właściwości tego sądu należy również orzekanie w sporach wyborczych.

## Media
Obszar Twin Cities został uznany przez firmę Nielsen Media Research za 15. największy rynek mediowy na terenie USA. Inne znaczące pod tym względem miejsca w Minnesocie to Fargo-Moorhead (118. miejsce), Duluth-Superior (137.), Rochester-Mason City-Austin (152.) i Mankato (200.).
Komercyjna telewizja rozpoczęła swoją działalność na terenie stanu 27 kwietnia 1948, kiedy nadawać zaczęła KSTP-TV. Hubbard Broadcasting Corporation, właściciel tej stacji, jest obecnie jedynym przedsiębiorstwem zajmującym się produkcją sygnału telewizyjnego w Minnesocie, które znajduje się w rękach lokalnych właścicieli. Na terytorium stanu nadaje 39 stacji analogowych i 23 cyfrowe.
Na obszarze metropolitarnym Minneapolis-Saint Paul wydawane są dwie największe pod względem nakładu gazety: „Star Tribune” w Minneapolis i „Pioneer Press” w Saint Paul. Oprócz tego, dostępne są także tygodniki i miesięczniki, z których większość jest w pełni finansowana z reklam. Najważniejsze z nich to „City Pages” (tygodnik) i bezpłatny miesięcznik „The Rake”.
Na terenie stanu swoją siedzibę mają dwa duże radia, Minnesota Public Radio (MPR) i Public Radio International (PRI). MPR ma największą liczbę słuchaczy spośród wszystkich regionalnych stacji w USA, posiada 37 oddziałów regionalnych. PRI co tydzień dostarcza ponad 400 godzin programu dla 800 współpracowników. Najstarsza rozgłośnia działająca w Minnesocie, KUOM-AM, rozpoczęła swoją działalność w 1922 roku, co plasuje ją pośród 10 najstarszych stacji w USA. Stacja ta, będąca własnością Uniwersytetu Minnesoty, cały czas nadaje, zaś od 1993 roku ma charakter radia stricte studenckiego.

## Sport i rekreacja

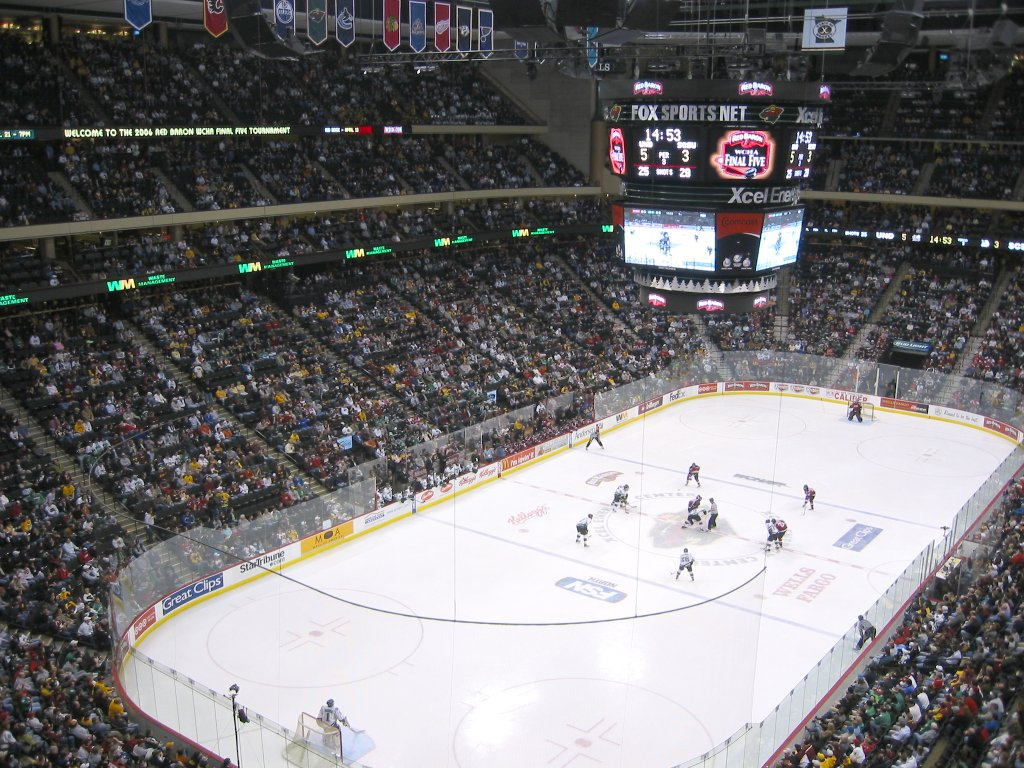
Pojedynek drużyn uniwersyteckich w meczów finałowym rozgrywanym w Xcel Energy Center

### Sport zorganizowany
Minnesota ma profesjonalne, męskie drużyny w każdym głównym sporcie. Stadion U.S. Bank Stadium jest siedzibą zespołu Minnesota Vikings grającego w NFL. Target Field jest stadionem drużyny baseballowej Minnesota Twins, która występuje w MLB, gdzie zdobyli mistrzostwo w latach 1987 i 1991. Mecze drużyny NBA Minnesota Timberwolves odbywają się w hali Target Center. Zespół hokejowy Minnesota Wild, reprezentujący stan w NHL od roku 2000 rozegrał ponad 230 kolejnych meczów w budynku Xcel Energy Center. Hokej na lodzie jest w Minnesocie popularnym sportem, stąd też pochodzi jeden z przydomków tego stanu: State of Hockey.
Zawodowe, kobiece kluby sportowe w Minnesocie to koszykarski Minnesota Lynx w WNBA, piłkarski Minnesota Vixen w WPFL oraz hokejowy Minnesota Whitecaps w NWHL.
W młodzieżowej lidze beseballu (Minor League baseball) stan reprezentują zarówno drużyny sponsorowane przez MLB, jak i samodzielne zespoły takie jak popularne Saint Paul Saints.
Kampus Uniwersytetu Minnesoty należy do Dywizji I w NCAA, a jego drużyna Golden Gophers współzawodniczy albo w Big Ten Conference albo Western Collegiate Hockey Association. Dodatkowo 4 szkoły ze stanu rywalizują w Dywizji I NCAA w hokeju na lodzie, są to:University of Minnesota Duluth, St. Cloud State University, Bemidji State University oraz Minnesota State University Mankato.
Z Minnesoty pochodzi 11 z 20 graczy „złotej” drużyny hokejowej z Zimowych Igrzysk w Lake Placid (z tego stanu wywodził się również trener tej reprezentacji Herb Brooks), jak również brązowi medaliści w curlingu z Turynu. Pływak Tom Malchow zdobył złoty medal na Letnich Igrzyskach w 2000 r. oraz srebrny w 1996.
„Maraton Babci” rozgrywany jest wzdłuż północnych wybrzeży Jeziora Górnego, natomiast jesienny „Twin Cities Marathon” przebiega naokoło jezior oraz rzeki Missisipi.

### Rekreacja

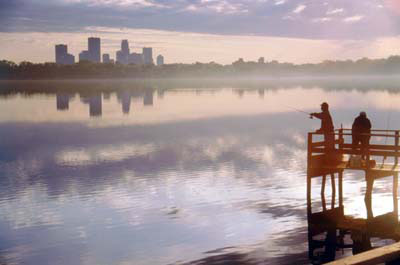
Łowienie ryb na Jeziorze Calhoun w okolicach Minneapolis

Wielu mieszkańców Minnesoty jest aktywnych fizycznie, a wiele z ich zajęć odbywa się poza domem. Duże zainteresowanie ochroną środowiska przypisywane jest popularności naturalnej rekreacji. Weekendowe czy dłuższe wycieczki do rodzinnych chatek nad licznymi jeziorami są sposobem na życie dla wielu osób. W ciepłe miesiące rośnie popularność sportów wodnych takich jak narciarstwo wodne, zapoczątkowane w tym stanie, żeglarstwo, kajakarstwo czy wędkarstwo. Ponad 36% mieszkańców Minnesoty łowi ryby, co jest drugim po Alasce wynikiem w kraju.
W czasie, gdy zamarzają jeziora, wędkarze nie przerywają swoich praktyk i praktykują wędkarstwo podlodowe, które rozpowszechniło się wraz z przybyciem pierwszych skandynawskich imigrantów. Mieszkańcy Minnesoty doskonale nauczyli się obchodzić z długimi, ostrymi zimami, uprawiając liczne sporty, takie jak: łyżwiarstwo, hokej, curling, broomball, biegi narciarskie czy jazda na skuterze śnieżnym.
Stanowe i państwowe lasy, jak również 71 rezerwatów, wykorzystywane są przez cały rok do polowań, kempingowania oraz wędrówek. Znajduje się tu ponad 20 000 mil wewnątrzstanowych szlaków dla skuterów śnieżnych, najwięcej w całym kraju ścieżek rowerowych oraz stale rosnąca liczba szlaków turystycznych. Wiele z tras wędrówek pieszych i rowerowych używane jest zimą do narciarstwa przełajowego.

## Symbole

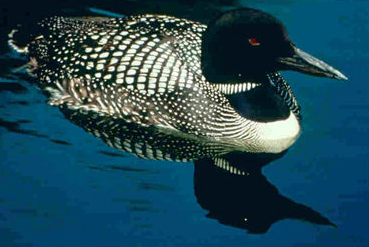
Nur lodowiec

Symbole Minnesoty odzwierciedlają jej historię, różnorodność krajobrazu oraz zamiłowanie jej mieszkańców do przyrody. Nur lodowiec jest najbardziej znanym symbolem Minnesoty. Jego charakterystyczny krzyk słyszalny jest w letnich miesiącach w północnej części stanu, sporadycznie ptak ten pojawia się też w rejonie jezior południowych.
Lista symboli:
- Bułeczka: Muffin
- Drzewo: Sosna czerwona
- Fotografia: Grace
- Grzyb: Smardz
- Kamień szlachetny: Agat z Jeziora Górnego
- Kwiat: Obuwik królowej
- Motta:
  - Quae sursum volo videre – „Chcę zobaczyć, co jest powyżej”
  - L’Étoile du Nord – „Gwiazda Północy”
- Motyl: Monarcha
- Napój: Mleko
- Owoc: Jabłko „Honeycrisp”
- Piosenka: „Hail! Minnesota”(inne języki)
- Ptak: Nur lodowiec
- Ryba: Walleye
- Zboże: Dziki ryż